# Liste der Staatsoberhäupter 1546
Übersicht
◄◄ | ◄ | 1542 | 1543 | 1544 | 1545 | Liste der Staatsoberhäupter 1546 | 1547 | 1548 | 1549 | 1550 | ► | ►►

Weitere Ereignisse

## Afrika
- (Abdalwadiden) (im heutigen West-Algerien, Hauptstadt Tlemcen)
  - Sultan: Ahmad II. (1541–1543) (1544–1550)

- Adal
  - Sultan: Umar Din (1526–1553)

- Äthiopien
  - Kaiser (Negus Negest): Claudius (1540–1559)

- Bornu (im heutigen Niger) (Sefuwa-Dynastie)
  - König/Mai: Dunama VI. (1539–1557)

- Ifriqiya (Ost-Algerien, Tunesien) (Hafsiden)
  - Kalif: Ahmad III. (1543–1570)

- Jolof (im heutigen Senegal)
  - Buur-ba Jolof: Leele Fuli Fak (1543–1549)

- Kano
  - Emir: Muhammad Kisoki (1509–1565)

- Kongo
  - Mani-Kongo: Diogo I. (1545–1561)

- Marokko
  - Wattasiden (im Norden)
    - Sultan: Abu l-Abbas Ahmad (1524–1549)

  - Saadier (im Süden)
    - Sultan: Muhammad II. asch-Schayh (1540–1547)

- Munhumutapa-Reich
  - Herrscher: Neshangwe Munembire (um 1530–um 1550)

- Sultanat von Sannar (im heutigen Sudan)
  - Sultan: Nayil (1533/34–1550/51)

- Songhaireich (in Westafrika)
  - Herrscher: Ishaq I. (1539–1549)

## Amerika
- Inkareich
  - Inka: Sayri Túpac (1544–1561)

- Vizekönigreich Neuspanien
  - Vizekönig: Antonio de Mendoza (1535–1550) (1551–1552 Vizekönig von Peru)

- Vizekönigreich Peru
  - Vizekönig: Blasco Núñez de Vela (1544–1546)
  - Vizekönig: Pedro de la Gasca (1546–1551)

## Asien
- China (Ming-Dynastie)
  - Kaiser: Jiajing (1521–1567)

- Indien
  - Sultanat von Delhi (Suriden)
    - Sultan: Islam Shah Suri (1545–1553)

- Japan
  - Kaiser: Go-Nara (1526–1557)
  - Shōgun Ashikaga: Ashikaga Yoshiharu (1521–1546)
  - Shōgun Ashikaga: Ashikaga Yoshiteru (1546–1565)

- Korea (Joseon-Dynastie)
  - König: Myeongjong (1545–1567)

- Persien (Safawiden-Dynastie)
  - Schah: Tahmasp I. (1524–1576)

- Thailand
  - König: Chaiya Radschathirat (1534–1546)
  - König: Kaeofa (1546–1548)

- Vietnam
  - Norden (Mạc-Dynastie)
    - König: Mạc Hiến Tông (1541–1546)
    - König: Mạc Tuyên Tông (1546–1561)

  - Süden (Hậu Lê Dynastie)
    - König: Lê Cung Hoàng (1533–1548)

## Europa
- Andorra
  - Co-Fürsten:
    - König von Navarra: Heinrich II. (1516–1555)
    - Bischof von Urgell: Francesc de Urríes (1534–1551)

- Dänemark und Norwegen
  - König: Christian III. (1534–1559)

- England
  - König: Heinrich VIII. (1509–1547) (ab 1541 auch in Irland)

- Frankreich
  - König: Franz I. (1515–1547)

- Heiliges Römisches Reich
  - König und Kaiser: Karl V. (1519–1556) (ab 1520 Kaiser, 1516–1556 König von Spanien, 1519–1521 Erzherzog von Österreich)
  - Kurfürstentümer
    - Erzstift Köln
      - Erzbischof: Hermann von Wied (1515–1547) (1532–1547 Administrator von Paderborn)

    - Erzstift Mainz
      - Erzbischof: Sebastian von Heusenstamm (1545–1555)

    - Erzstift Trier
      - Erzbischof: Johann Ludwig von Hagen (1540–1547)

    - Böhmen
      - König: Ferdinand I. (1526–1564)

    - Brandenburg
      - Kurfürst: Joachim II. Hector (1535–1571)

    - Kurpfalz
      - Kurfürst: Friedrich II. der Weise (1544–1556)

    - Sachsen (Ernestiner)
      - Kurfürst: Johann Friedrich I. (1532–1547/54) (ab 1547 Kurwürde an die albertinische Linie)

  - geistliche Fürstentümer
    - Hochstift Augsburg
      - Bischof: Otto von Waldburg (1543–1573) (1553–1573 Propst von Ellwangen)

    - Hochstift Bamberg
      - Bischof: Weigand von Redwitz (1522–1556)

    - Hochstift Basel
      - Bischof: Philipp von Gundelsheim (1527–1553)

    - Erzstift Besançon
      - Erzbischof: Claude de La Baume (1544–1584)

    - Hochstift Brandenburg (ab 1544 evangelisch)
      - Bischof: Joachim von Münsterberg-Oels (1545–1560)

    - Erzstift Bremen
      - Erzbischof: Christoph von Braunschweig-Wolfenbüttel (1511–1558) (1502–1558 Bischof von Verden)

    - Hochstift Brixen
      - Bischof: Cristoforo Madruzzo (1542–1578) (1539–1567 Bischof von Trient)

    - Erzstift Cambrai
      - Bischof: Robert de Croÿ (1519–1556)

    - Hochstift Cammin (seit 1545 evangelische Bischöfe)
      - Bischof: Bartholomaeus Suawe (1545–1549)

    - Hochstift Chur
      - Bischof: Lucius Iter (1542–1549)

    - Abtei Corvey
      - Abt: Franz von Ketteler (1504–1547)

    - Hochstift Eichstätt
      - Bischof: Moritz von Hutten (1539–1552)

    - Fürstpropstei Ellwangen
      - Propst: Heinrich von der Pfalz (1521–1552) (1541–1552 Bischof von Freising, 1524–1529 Bischof von Utrecht, 1524–1552 Administrator von Worms)

    - Hochstift Freising
      - Bischof: Heinrich von der Pfalz (1541–1552) (1521–52 Propst von Ellwangen, 1526–1529 Bischof von Utrecht; 1533–1552 Administrator von Worms)

    - Abtei Fulda
      - Abt: Philipp Schenk zu Schweinsberg (1541–1550)

    - Hochstift Halberstadt
      - Administrator: Johann Albrecht von Brandenburg-Ansbach (1545–1550) (1545–1550 Erzbischof von Magdeburg)

    - Hochstift Havelberg
      - Bischof: Busso von Alvensleben (1522–1548)

    - Hochstift Hildesheim
      - Bischof: Valentin von Teutleben (1537/8–1551)

    - Fürststift Kempten
      - Abt: Wolfgang von Grünenstein (1535–1557)

    - Hochstift Konstanz
      - Bischof: Johannes von Weeze (1538–1548)

    - Hochstift Lübeck
      - Bischof: Balthasar Rantzau (1536/7–1547)

    - Hochstift Lüttich
      - Bischof: Georg von Österreich (1544–1557) (1526–1537 Administrator von Brixen, 1537–1539 Bischof von Brixen)

    - Erzstift Magdeburg
      - Erzbischof: Johann Albrecht von Brandenburg-Ansbach (1545–1550) (1545–1550 Administrator von Halberstadt)

    - Hochstift Meißen
      - Bischof: Johann von Maltitz (1537–1549)

    - Hochstift Merseburg
      - Sedisvakanz (1544–1550)

    - Hochstift Metz
      - Bischof: Nicolas de Lorraine (1530–1547) (1544–1547 Bischof von Verdun)

    - Hochstift Minden
      - Administrator: Franz von Waldeck (1532–1553) (1530/1–1532 Bischof von Minden, 1532–1553 Bischof von Münster, 1532–1553 Bischof von Osnabrück)

    - Hochstift Münster
      - Bischof: Franz von Waldeck (1532–1553) (1530/1–1532 Bischof von Minden, 1532–1553 Administrator von Minden, 1532–1553 Bischof von Osnabrück)

    - Hochstift Naumburg
      - Bischof: Julius von Pflug (1542/6–1564) (katholisch, vom Domkapitel gewählt)
      - Bischof: Nikolaus von Amsdorf (1542–1546) (evangelisch, vom sächsischen Kurfürsten eingesetzt)

    - Hochstift Osnabrück
      - Bischof: Franz von Waldeck (1532–1553) (1530/1–1532 Bischof von Minden, 1532–1553 Administrator von Minden, 1532–1553 Bischof von Münster)

    - Hochstift Paderborn
      - Administrator: Hermann von Wied (1532–1547) (1515–1547 Erzbischof von Köln)

    - Hochstift Passau
      - Bischof: Wolfgang von Salm (1540/41–1555)

    - Hochstift Ratzeburg
      - Bischof: Georg von Blumenthal (1525–1550)

    - Hochstift Regensburg
      - Bischof: Pankraz von Sinzenhofen (1538–1548)

    - Erzstift Salzburg
      - Administrator: Ernst von Bayern (1540–1554) (1517–1540 Administrator von Passau)

    - Hochstift Schwerin (seit 1533 evangelische Administratoren)
      - Administrator: Magnus von Mecklenburg (1516–1550) (bis 1533 Bischof)

    - Hochstift Sitten
      - Bischof: Adrian I. von Riedmatten (1529–1548)

    - Hochstift Speyer
      - Bischof: Philipp von Flersheim (1529–1552) (1546–1552 Propst von Weißenburg)

    - Hochstift Straßburg
      - Bischof: Erasmus von Limpurg (1541–1568)

    - Hochstift Toul
      - Bischof: Toussaint d’Hocedy (1543–1565)

    - Hochstift Trient
      - Bischof: Cristoforo Madruzzo (1539–1567) (1542–1578 Bischof von Brixen)

    - Hochstift Verden
      - Bischof: Christoph von Braunschweig-Wolfenbüttel (1502–1558) (1500–1511 Koadjutor von Bremen, 1511–1558 Erzbischof von Bremen)

    - Hochstift Verdun
      - Bischof: Nicolas de Lorraine (1544–1547) (1530–1547 Bischof von Metz)

    - Hochstift Worms
      - Administrator: Heinrich von der Pfalz (1533–1552) (1521–52 Propst von Ellwangen; 1541–1552 Bischof von Freising; 1526–1529 Bischof von Utrecht; 1533–1552 Koadjutor von Worms)

    - Hochstift Würzburg
      - Bischof: Melchior Zobel von Giebelstadt (1544–1558)

  - weltliche Fürstentümer
    - Baden
      - Baden-Baden
        - Markgraf: Philibert (1536–1569) (bis 1554 unter Vormundschaft)
        - Markgraf: Christoph II. (1537–1556) (bis 1556 unter Vormundschaft, ab 1556 Markgraf von Baden-Rodemachern)

      - Baden-Durlach
        - Markgraf: Ernst (1515–1553) (bis 1535 obere Markgrafschaft, ab 1535 Markgraf von Baden-Durlach)

    - Bayern
      - Herzog: Wilhelm IV. (1508–1550)

    - Brandenburg-Ansbach
      - Markgraf: Georg Friedrich I. (1543–1603)

    - Brandenburg-Kulmbach
      - Markgraf: Albrecht II. Alcibiades (1527–1554) (bis 1541 unter der Regentschaft seines Onkels)

    - Herzogtum Braunschweig-Lüneburg
      - Fürstentum Calenberg(-Göttingen)
        - Herzog: Erich II. (1540–1584)

      - Fürstentum Grubenhagen
        - Herzog: Philipp I. (1485–1551)

      - Fürstentum Lüneburg
        - Herzog: Ernst I. der Bekenner (1520–1546)
        - Vormundschaftsregierung des Erzbischofs von Köln und des Grafen von Schaumburg (1546–1555)

      - Fürstentum Braunschweig-Wolfenbüttel
        - Herzog: Heinrich II. der Jüngere (1514–1568)

    - Hanau
      - Hanau-Lichtenberg
        - Graf: Philipp IV. (1538–1590)

      - Hanau-Münzenberg
        - Graf: Philipp III. (1529–1561)

    - Hessen
      - Landgraf: Philipp I. der Großmütige (1509–1567)

    - Hohenzollern
      - Graf: Karl I. (1525–1576)

    - Jülich-Kleve-Berg
      - Herzog: Wilhelm V. der Reiche (1539–1592)

    - Lippe
      - Graf: Bernhard VIII. (1536–1563)

    - Lothringen
      - Herzog: Karl III. (1545–1608) (bis 1559 unter Vormundschaft)
        - Regentin: Christina von Dänemark (1545–1552)

    - Mecklenburg
      - Mecklenburg-Güstrow
        - Herzog: Albrecht VII. (1503/20–1547)

      - Mecklenburg-Schwerin
        - Herzog: Heinrich V. (1503/20–1552)

    - Nassau
      - ottonische Linie
        - Nassau-Beilstein
          - Graf: Johann III. (1513–1561)

        - Nassau-Breda und Oranien
          - Fürst: Wilhelm der Schweiger (1544–1584)

        - Nassau-Dillenburg
          - Graf: Wilhelm der Reiche (1516–1559)

      - walramische Linie
        - Nassau-Saarbrücken
          - Graf: Philipp II. (1545–1554)

        - Nassau-Weilburg
          - Graf: Philipp III. (1523–1559)

        - Nassau-Wiesbaden
          - Graf: Philipp, der Ältere (1511–1558)

    - Oldenburg
      - Graf: Anton I. (1526–1573)

    - Ortenburg
      - Graf: Christoph I. (1524–1551)

    - Ostfriesland
      - Regentin: Anna (1540–1561) (Regentschaft für ihre unmündigen Söhne)

    - Pfalz (Kurlinie siehe unter Kurfürstentümer)
      - Pfalz-Neuburg
        - Pfalzgraf: Ottheinrich (1505–1557) (bis 1522 unter Vormundschaft)
        - Pfalzgraf: Philipp der Streitbare (1505–1548) (bis 1522 unter Vormundschaft)

      - Pfalz-Simmern
        - Pfalzgraf: Johann II. der Jüngere (1509–1557)

      - Pfalz-Veldenz
        - Pfalzgraf: Georg Johann I. (1544–1592)

      - Pfalz-Zweibrücken
        - Pfalzgraf: Wolfgang (1532–1569)

    - Pommern
      - Pommern-Stettin
        - Herzog: Barnim IX. (1532–1569)

      - Pommern-Wolgast
        - Herzog: Philipp I. (1532–1560)

    - Sachsen (Albertiner)
      - Herzog: Moritz (1541–1553) (ab 1547 Kurfürst)

    - Sachsen-Lauenburg (Askanier)
      - Herzog: Franz I. (1543–1581)

    - Schleswig-Holstein (Schleswig gehörte nicht zum HRR, sondern war Teil Dänemarks)
      - königlicher Anteil
        - Herzog: Christian III. (1544–1559)  (1534–1559 König von Dänemark, 1534–1559 König von Norwegen, 1533–1544 Herzog von Schleswig-Holstein)

      - Schleswig-Holstein-Gottorf
        - Herzog: Adolf I. (1544–1586)

      - Schleswig-Holstein-Hadersleben
        - Herzog: Johann der Ältere (1544–1580)

    - Württemberg
      - Herzog: Ulrich (1498–1519, 1534–1550)
- Italienische Staaten
  - Ferrara, Modena und Reggio
    - Herzog: Ercole II. d’Este (1534–1559)

  - Genua
    - Doge: Giovanni Battista De Fornari (1545–1547)

  - Kirchenstaat
    - Papst: Paul III. (1534–1549)

  - Mailand (1535–1706 zu Spanien)
    - Herzog: Philipp II. von Spanien  (1540–1598)
      - Gouverneur: Alfonso d’Avalos (1538–1546)
      - Gouverneur: Ferrante I. Gonzaga (1546–1555)

  - Mantua und Montferrat (Gonzaga)
    - Herzog: Francesco III. Gonzaga (1540–1550)

  - Massa und Carrara
    - Markgräfin: Ricciarda Cybo-Malaspina (1519–1546, 1547–1553)
    - Markgraf: Giulio I. Cybo-Malaspina (1546–1547)

  - Neapel (1503–1707/14 zu Aragon bzw. Spanien)
    - König: Karl I. von Spanien  (1516–1556)
      - Vizekönig: Pedro Álvarez de Toledo (1532–1553)

  - Parma und Piacenza
    - Herzog: Pier Luigi II. Farnese (1545–1547)

  - Piombino
    - Herr: Iacopo VI. Appiani (1545–1585)

  - Saluzzo
    - Markgraf: Gabriel (1537–1543/48)

  - Savoyen
    - Herzog: Karl III. (1504–1553)

  - Sizilien (1412–1713 zu Aragon bzw. Spanien)
    - König: Karl I. von Spanien  (1516–1556)
      - Vizekönig: Ferrante Gonzaga (1535–1546)
      - Vizekönig: Ambrosio Santapace (1546–1547) (Interim)

  - Toskana
    - Herzog: Cosimo I. de’ Medici (1537–1574) (ab 1569 Großherzog)

  - Urbino
    - Herzog: Guidobaldo II. della Rovere (1538–1574)

  - Venedig
    - Doge: Francesco Donà (1545–1553)

- Johanniter-Ordensstaat (auf Malta)
  - Großmeister: Juan de Homedes (1536–1553)

- Livland
  - Landmeister: Hermann von Brüggenei (1535–1549)

- Moldau
  - Fürst: Petru Rareș (1527–1538, 1541–1546)
  - Fürst: Iliaș II. (1546–1551)

- Monaco
  - Seigneur: Honoré I. (1532–1581)

- Moskau
  - Großfürst: Iwan IV. der Schreckliche (1533–1584) (ab 1547 Zar)

- Navarra
  - König: Heinrich II. (1517–1555)

- Osmanisches Reich
  - Sultan: Süleyman I. der Prächtige (1520–1566)

- Polen
  - König: Sigismund I. (1506–1548)

- Portugal
  - König: Johann III. (1521–1557)

- Preußen
  - Herzog: Albrecht (1525–1568)

- Schottland
  - Königin: Maria Stuart (1542–1567)

- Schweden
  - König: Gustav I. Wasa (1523–1560)

- Spanien
  - König: Karl I. (1516–1556) (1520–1556 Kaiser, 1519–1556 römisch-deutscher König, 1519–1521 Erzherzog von Österreich)

- Ungarn (Herrschaft umstritten)
  - König: Ferdinand I. (1526–1564) (1556–1564 Kaiser, 1526–1564 König von Böhmen, 1521–1564 Erzherzog von Österreich)
  - König: Johann Sigismund Zápolya (1540–1570) (1570–1571 Fürst von Siebenbürgen)

- Walachei (unter osmanischer Oberherrschaft)
  - Woiwode: Mircea Ciobanul (1545–1552, 1553–1554, 1558–1559)